# Аврора
Аврора Акснес (норв. Aurora Aksnes; Ставангер, 15. јун 1996), позната само као Аврора (стилизовано великим словима), норвешка је певачица, текстописац и музички продуцент.

## Дискографија
Студијски албуми
- (2016)
- (2019)
- (2022)
- What Happened to the Heart? (2024)